# Victor Fastre
Victor Fastre fue un ciclista belga, nacido el 19 de mayo en 1890 en Lieja y fallecido el 12 de septiembre de 1914 en Rotselaar. Fue profesional de 1909 a 1914 . Ganó la Lieja de 1909 con 19 años . Murió en combate durante la I Guerra Mundial .

## Palmarés
1909
- Lieja-Bastogne-Lieja